# John Eckhardt

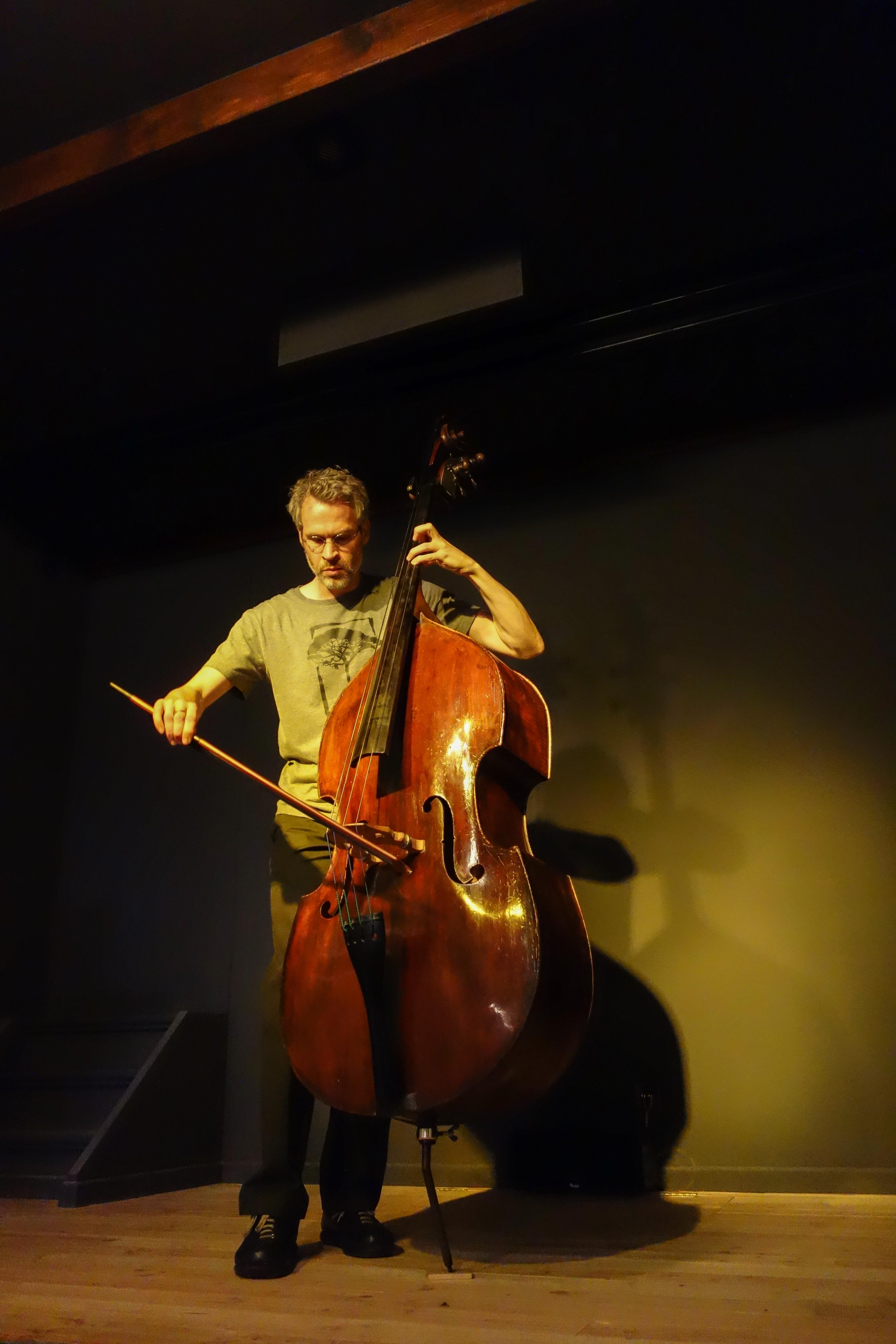
John Eckhardt (2017)

John Henrik Wilhelm Eckhardt (* 1974) ist ein schwedisch-deutscher Musiker (Kontrabass, E-Bass, Komposition) und Klangkünstler, der sowohl im Bereich der Neuen Musik als auch der Improvisationsmusik hervorgetreten ist.

## Leben und Wirken
Eckhardt, der in Gießen und Kassel aufwuchs, begann während seiner Schulzeit an der Jacob-Grimm-Schule als E-Bassist in Funkbands. Von 1995 bis 1999 studierte er klassischen Kontrabass an der Musikhochschule Lübeck bei Jörg Linowitzki und war zudem in Norddeutschlands Jazzszene aktiv. Als Stipendiat des DAAD absolvierte er von 2000 bis 2002 ein Aufbaustudium bei Robert Black an der Hartt School of Music in Hartford (Connecticut), wobei sein Studienschwerpunkt auf der Musik des 20. Jahrhunderts lag.
Nach seiner Rückkehr fokussierte Eckhardt sich zusehends auf die zeitgenössische Solo- und Kammermusik und trat seither in zahlreichen Konzerten mit den Ensembles Musikfabrik, Resonanz, Ensemble Modern und Klangforum Wien auf. Er arbeitete mit Komponisten wie Pierre Boulez, Helmut Lachenmann, Alvin Lucier, Beat Furrer, Bernhard Lang, Rebecca Saunders und Enno Poppe zusammen. Er gehört außerdem seit über 20 Jahren dem Winsener Ensemble L’art pour l’art und dem Oldenburger oh ton Ensemble an und arbeitete mit zahlreichen weiteren Gruppen zusammen, wie den Ensembles Mosaik, KNM, Ictus, Neues Ensemble Hannover, Klangforum Heidelberg, Radar, Bit20 und Ensemble New Babylon. Ab 2008 trat er im Duo Slide Show Secret mit der Akkordeonistin Eva Zöllner auf, um Werke der Neuen Musik zu interpretieren.
Zudem studierte Eckhardt freie Improvisation mit Peter Kowald ebenso wie Kompositionen von Brian Ferneyhough und begann, eine eigene Musik zu entwickeln, bei der es sich weder um Jazz noch um Komposition handelt. Als Musiker teilte er die Bühne u. a. mit Peter Brötzmann, Malcolm Goldstein, Evan Parker, Barre Phillips, Peter Evans oder Elliott Sharp.
Eckhardt hat auf zahlreichen Einspielungen mitgewirkt, das Solowerk „Theraps“ von Iannis Xenakis und mehrere Soloalben aufgenommen. 2008 erschien sein erstes Album unter eigenem Namen, Xylobiont, das Evan Parker und Martin Davidson produzierten. Für das Album Forests (2014), das auch in einer Sonderedition als collector’s item vertrieben wird, hat er neun Streichquartette für vier Kontrabässe im Overdubverfahren eingespielt. Unter dem Pseudonym Forresta tritt er als E-Bassist mit Live-Elektronik auf und veröffentlichte 2016 das ebenfalls als Doppel-Vinyl in einer Sonderedition erschienene Album Bass, Space & Time, bei dem er die Bassklänge teilweise längere Zeit mit eigens entwickelten Effekten weiterverarbeitete. Aus der Verbindung von ökologischem Bewusstsein und seiner künstlerischen Kreativität entwickelte er eine „musikalische Ökologie“ (Gisela Nauck), für die der Wald zur entscheidenden Inspiration wurde und in die sich auch seine jüngeren Solo-Arbeiten einordnen lassen, etwa sein 2014 begonnenes Clubmusik-Projekt Fatwires sowie seine Auftritte als DJ Basswald. Er hat außerdem Klanginstallationen realisiert. Seine Klanginstallation 48k erschien 2022 auf dem britischen Label Touch.
Außerdem arbeitete Eckhardt mit dem Gitarristen Kalle Kalima. Der Schlagzeuger Eric Schaefer holte ihn 2013 in seine Band The Shredz, die bisher drei Alben veröffentlichte. Zudem spielte er in anderen Projekten mit Eric Schaefer zusammen.
Ein weiteres Betätigungsfeld bildet für ihn die Fotografie.

## Diskographische Hinweise
- Ensemble Resonanz, Johannes Kalitzke, John Eckhardt: Iannis Xenakis: Xenakis Edition 6 – The Works for Strings (Mode Records 2006)[11]
- Xylobiont (Psi Records, 2008)[12]
- Forests (Depth of Field Music, 2014)
- Foresta: Bass, Space & Time (Depth of Field Music, 2016)[13]
- Fatwires: The Wicked Path (Depth of Field Music, 2020)[14]
- 48k (Touch 2022)